# Cecilia Brozovich
Ana Cecilia Brozovich Neyra (Lima, 18 de enero de 1976) es una actriz y presentadora de televisión peruana.

## Carrera
Hija del poeta cuzqueño Raúl Brozovich Mendoza (1929-2006), Cecilia representó a Cajamarca en el Miss Perú 1994 quedando entre las 10 elegidas.
Debutó en la televisión a los 11 años como cantante en el programa de Yola Polastri. Posteriormente incursionó en la actuación.  Tras su fama de la novela Obsesión, los medios la llamaron bajo su personaje antagónico La Gata, donde ella obtuvo otros papeles protagónicos y secundarios.  A pesar de conseguir papeles antagónicos, en 2001, tuvo una aparición en la telenovela erótica Latin Lover para cumplir un favor personal con su entonces pareja Luis Llosa.
Más adelante estudió Psicología en la Universidad Ricardo Palma llegando al grado de magister en Psicología de la Salud y Estilos de Vida en la Universidad Peruana de Ciencias Aplicadas. Además, cuenta también con un diplomado en psicooncología por la Universidad Estatal Médica de Samara, Rusia.
En el 2004 retornó a la actuación, por un breve tiempo, hasta su viaje a los Estados Unidos. En el 2010 se formó el dúo Abbril junto a Ricardo Gallardo.
En la década de 2010 condujo el magacín de TV Perú Bien por casa junto a Óscar López Arias, así como sus derivativos A la cuenta de 3 y Te veo a la una. Entre 2019 y 2023 condujo su programa musical para Radio Nacional, hasta que fue despedida por la cuestionada directiva de Ninoska Chandia. Según El Popular, su despido se debió a su postura crítica al gobierno de Dina Boluarte.
En 2024, dentro de una nota para El Comercio, Cecilia anunciaría su nuevo single llamado "Bebe".

## Filmografía

### Televisión

#### Programas
- Punto de quiebre (1994-1995) Presentadora.
- Mamá por siempre (2010) Presentadora.[1]
- Bien por casa (2011-2016) Presentadora.[19]
- A la cuenta de 3 (2017) Presentadora.
- Te veo a la Una (2018-2019) Presentadora.

#### Series y telenovelas
- Malicia (1995) como Mili.
- Obsesión (1996) como Magaly Musso, la "Gata".
- Nino (1996) como Natalia.
- Torbellino (1997), varios episodios.
- Luz María (1998), un episodio.

- Soledad (2001) como Miranda.
- Latin Lover (2001) como Renata
- Tormenta de pasiones (2004) como Cecilia.
- El Dorado (2008) como " The Spider Queen" .[20]
- Al fondo hay sitio (2010) como Laura.[21]
- Te volveré a encontrar (2020) como Ivette.

## Radio
- Nacional Play (2019-2023)[22]

## Discografía
- Con el dúo Abbril
  - De forma clara (2011)[23]
  - Mulatobeats (2014)[24]

## Teatro
- Madres el musical[25]